# شرکت دانشنامه بریتانیکا
شرکت دانشنامه بریتانیکا (انگلیسی: Encyclopædia Britannica, Inc.) شرکت انتشارات اسکاتلندی مستقر در ایالات متحده آمریکا است، که مالک و منتشر کننده دانشنامه بریتانیکا می‌باشد.